# Melitaea eupatides
Melitaea eupatides är en fjärilsart som beskrevs av Hans Fruhstorfer 1917. Melitaea eupatides ingår i släktet Melitaea och familjen praktfjärilar. Inga underarter finns listade i Catalogue of Life.